# Tetra (fisk)

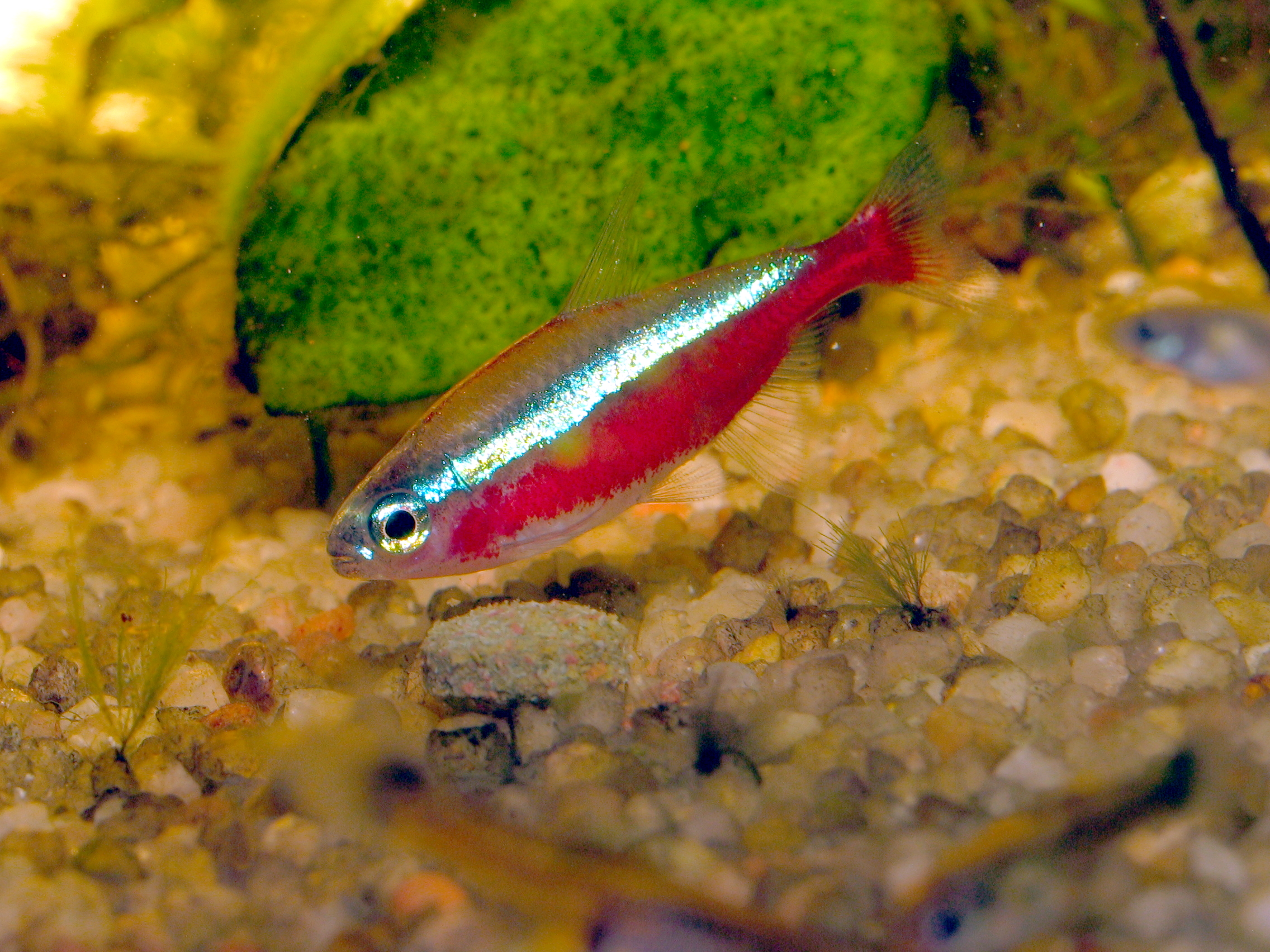
Kardinaltetra, Paracheirodon axelrodi (Characidae).

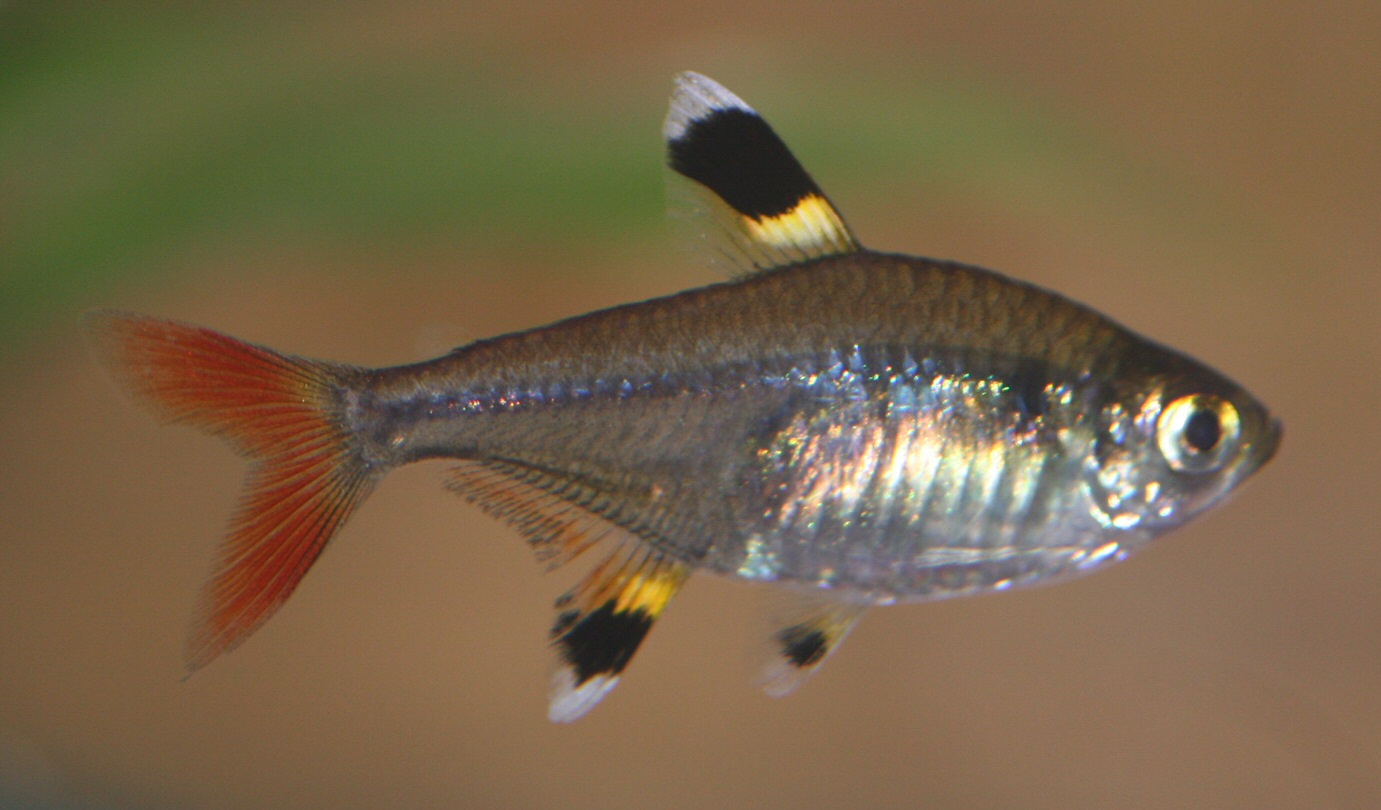
Pristellatetra, Pristella maxillaris (Characidae)

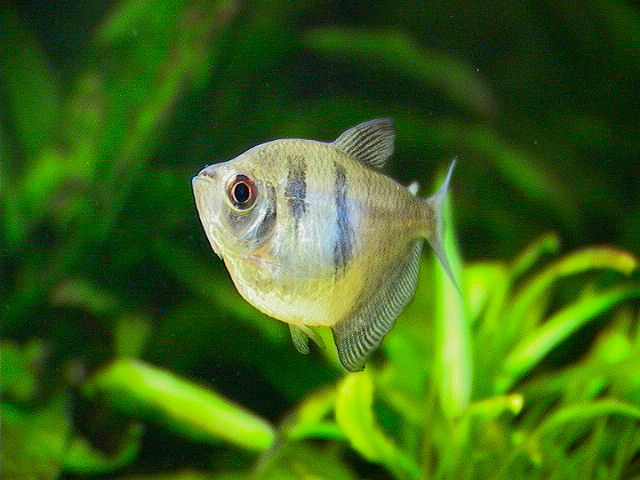
Sorgmanteltetra, Gymnocorymbus ternetzi (Characidae).

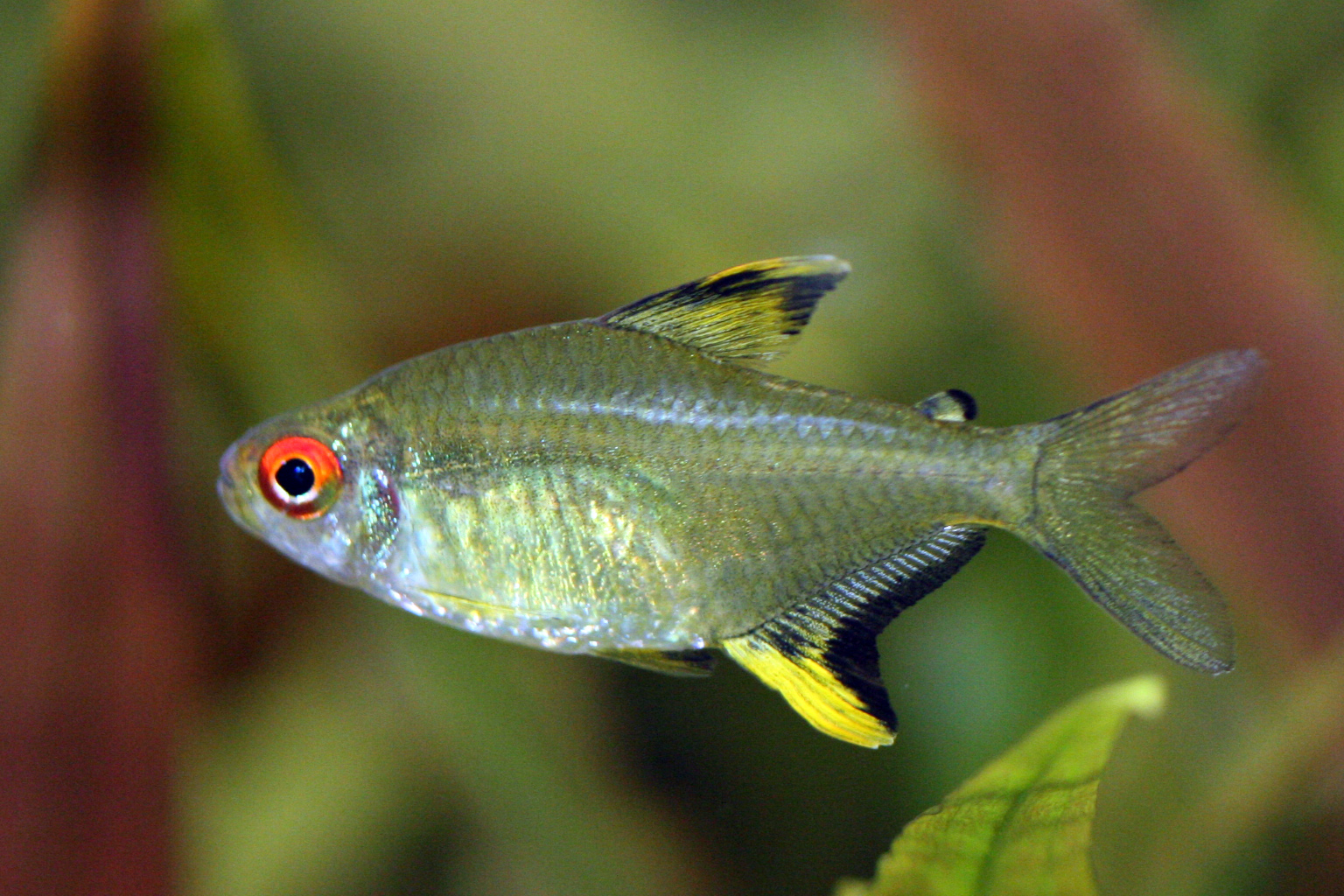
Citrontetra, Hyphessobrycon pulchripinnis (Characidae).

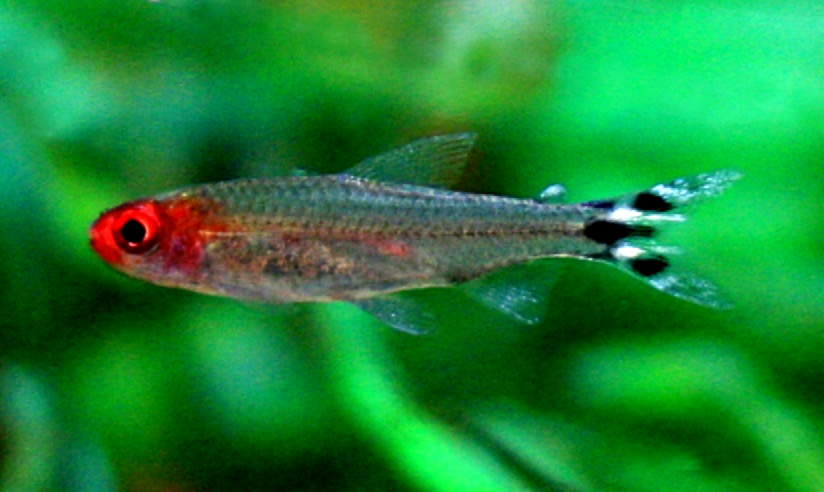
Rödmunstetra,Hemigrammus bleheri (Characidae).

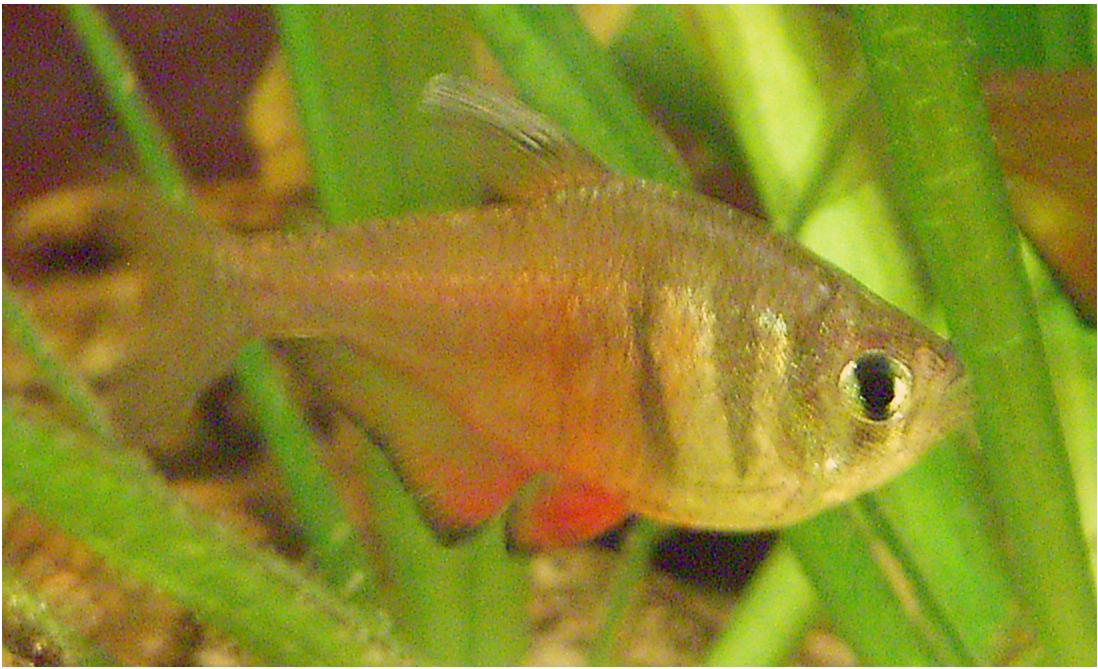
Riotetra, Hyphessobrycon flammeus (Characidae).

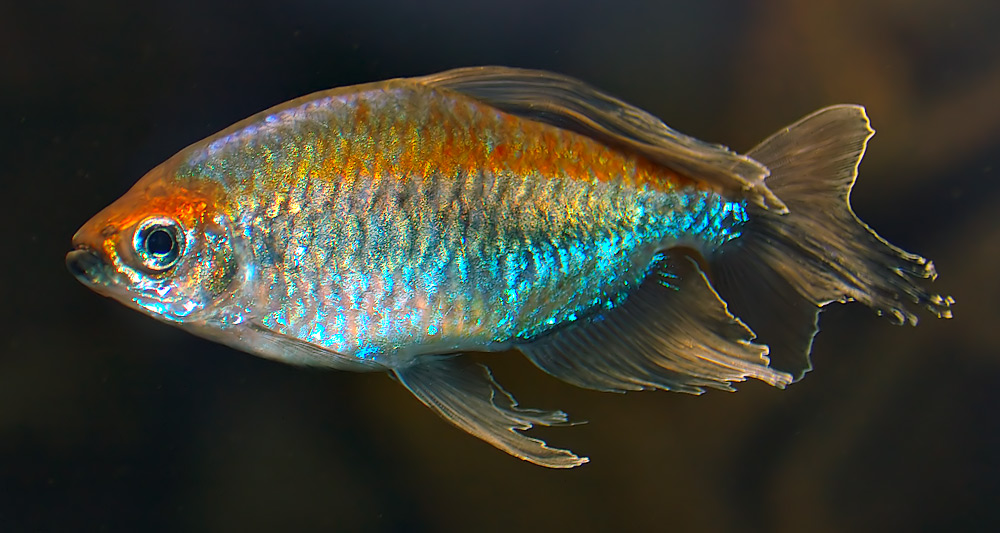
Kongotetra, Phenacogrammus interruptus (Alestiidae).

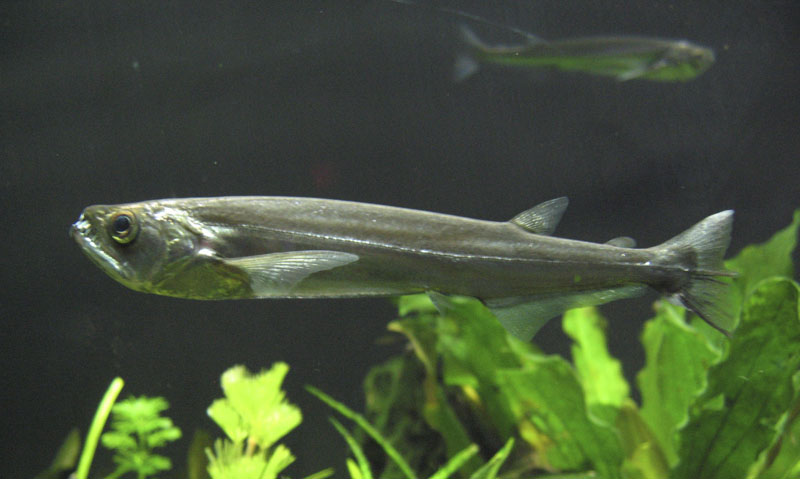
Rhaphiodon vulpinus (Cynodontidae).

Tetror är en benämning för ett stort antal fiskarter inom ordningen laxkarpar (Characiformes). De flesta arterna hör till familjen laxkarpar (Characidae), men även inom familjerna Alestiidae och Lebiasinidae (som tidigare var underfamiljer till Characidae) finns arter som kallas tetror. Ordet "tetra" är en förkortning av Tetragonopterus, ett släkte som tillhör Characidae.
Även vissa andra fiskar inom ordningen laxkarpar som inte är närmare släkt med Characidae och dess tidigare underfamiljer kan ibland kallas tetror, till exempel kan payaran (som hör till familjen Cynodontidae) även kallas för sabeltandad tetra. 
Benämningen "tetror" är inte ett taxon (grupp som används inom vetenskaplig klassificering, som till exempel familj eller ordning - se även fylogenetik), men begreppet har en etablerad användning inom akvaristiken. Som akvariefiskar är tetror en populär grupp, bortåt 100 arter är vanliga som akvariefiskar och ytterligare något hundratal förekommer emellanåt som sådana. 
Gruppens arter förekommer i Sydamerika och Mellanamerika samt i Afrika. De tetror som förekommer i Sydamerika och Mellanamerika hör till familjerna Characidae och Lebiasinidae. Tetrorna i familjen Alestiidae förekommer i Afrika. Vardagligare benämningar på de olika grupperna är amerikanska eller sydamerikanska tetror respektive afrikanska tetror.

## Mycket gammal grupp
Tetrorna är en mycket gammal grupp fiskar som utvecklades för omkring 80–150 miljoner år sedan.[källa behövs] På denna tid satt nuvarande Sydamerika och Afrika ihop med varandra. Amazonfloden och alla dess biflöden i Sydamerika är ett vattensystem där många obeskrivna fiskarter fortfarande hittas och som hyser många arter av tetror. I Afrika finns det omkring 200 beskrivna arter. 
Det weberska organet, hörselorganet, står hos tetror i förbindelse med simblåsan som då utgör en resonansbotten. Tetror uppfattar i allmänhet ljud mycket bra. Alla tetror har en fettfena.

## Stimfiskar
De allra flesta tetrorna är utpräglade stimfiskar. När man håller dem i akvarium bör man ha dem i minst tio exemplar, vilket är lätt då man håller de mindre arterna, de större arterna kräver då betydligt större akvarium. Tetrorna är på det hela taget en grupp fredliga och oftast livliga fiskar som gör sig mycket bra som akvariefiskar. Men det finns undantag, inom gruppen finns det även mer rovgiriga fiskar.

## Vegetarianer, köttätare och algätare
Bland tetrorna finns både utpräglade herbivora arter (växtätare) och sådana som är karnivora (köttätare) samt de som är limnivora (algätare). Vanligt är dock att många arter är omnivora (allätare).

## Akvariefisk, matfisk eller sportfisk?
Många av arterna är relativt små och beskedliga, det finns många olika tetraarter som väl lämpar sig som akvariefisk. Neontetra och kardinaltetra är bland de vanligaste. Men man bör tänka på att vissa arter kan bli ganska så stora och vara mer rovgiriga.
Storleken varierar, den afrikanska adonis-tetran, Lepidarchus adonis, är bara 2 centimeter lång, medan Lusossotetran, Distchodus lusosso, kan bli bortåt 40 centimeter lång, vilket gör den direkt olämplig som akvariefisk.

## Odling
Flera av arterna odlas framgångsrikt av såväl professionella odlare som av hobbyodlare. Men många arter, bland dem kardinaltetran, förs hit vildfångad. Kongotetra, Phenacogrammus interruptus, är en lättodlad och vacker fisk som ofta gillas av akvaristerna.